# Arno Behr (Chemiker, 1952)
Arno Behr (* 26. Januar 1952 in Aachen) ist ein deutscher Chemiker.

## Leben
Behr studierte von 1970 bis 1976 an der RWTH Aachen und habilitierte 1986 bei Wilhelm Keim am Institut für Technische Chemie und Petrolchemie mit einer Arbeit über die stöchiometrische und katalytische Aktivierung des Kohlendioxids an Übergangsmetallkomplexen.
Behr gab mehrere Lehrbücher im Bereich der Technischen Chemie heraus. Nach mehrjährigen industriellen Tätigkeiten erfolgte im März 1996 die Ernennung zum Universitätsprofessor am Lehrstuhl für Technische Chemie A an der Technischen Universität Dortmund. Im Frühjahr 2017 übernahm Dieter Vogt den Lehrstuhl von Behr.
Sein Arbeitsschwerpunkt liegt in der Technischen Katalyse, insbesondere der technischen Realisierung homogen-katalytischer Reaktionen wie der Telomerisation, der Chemie nachwachsender Rohstoffe sowie der Aktivierung von Kohlendioxid mit Hilfe der Katalyse.

## Auszeichnungen
2011 erhielt Behr, zusammen mit zwei weiteren Professoren der TU Dortmund, David Agar und Jakob Jörissen, für das Lehrbuch Einführung in die Technische Chemie den Literaturpreis des Fonds der Chemischen Industrie.
Für das Buch Einführung in die Chemie nachwachsender Rohstoffe erhielt er 2020 zusammen mit Thomas Seidensticker erneut den Literaturpreis des Fonds der chemischen Industrie.

## Publikationen
- mit Manfred Baerns, Axel Brehm, Jürgen Gmehling, Kai-Olaf Hinrichsen, Hanns Hofmann, Michael Kleiber, Norbert Kockmann, Ulfert Onken, Regina Palkovits, Albert Renken, Dieter Vogt: Technische Chemie. Dritte  Auflage. Wiley-VCH, Weinheim 2023, ISBN 978-3-527-34574-8.
- mit T. Seidensticker: Chemistry of Renewables, Springer Nature, 2020, ISBN 978-3-662-61430-3 (E-Book, Online), ISBN 978-3-662-61429-7 (Hardcover)
- mit T. Seidensticker: Einführung in die Chemie nachwachsender Rohstoffe: Vorkommen, Konversion, Verwendung, Springer Spektrum, 2018, ISBN 978-3-662-55254-4. (Online)
- mit D. W. Agar, J. Jörissen: Einführung in die Technische Chemie, Spektrum Verlag, 2010 (eingeschränkte Vorschau in der Google-Buchsuche).
- Angewandte homogene Katalyse, Wiley-VCH, 2008, ISBN 978-3-527-31666-3.
- mit Manfred Baerns, Axel Brehm: Technische Chemie. Lehrbuch. Wiley-VCH, 2006, ISBN 3-527-31000-2.
- mit Ulfert Onken: Lehrbuch der Technischen Chemie. Band 3, Chemische Prozeßkunde. Thieme Georg Verlag, 1996, ISBN 3-13-687601-6.
- Carbon Dioxide Activation by Metal Complexes Vch Pub, 1988, ISBN 0-89573-826-0.
- mit Wilhelm Keim, Günter Schmitt: Grundlagen der industriellen Chemie. Technische Produkte und Prozesse, ISBN 3-7935-5490-2 (Salle), ISBN 3-7941-2553-3 (Sauerländer).